# Cherith Baldry
 (décembre 2010).
Si vous disposez d'ouvrages ou d'articles de référence ou si vous connaissez des sites web de qualité traitant du thème abordé ici, merci de compléter l'article en donnant les références utiles à sa vérifiabilité et en les liant à la section « Notes et références ».
Pour les articles homonymes, voir Baldry.
Œuvres principales
- Univers La Guerre des clans

Cherith Baldry, née le 21 janvier 1947 à Lancaster, Angleterre, est une écrivaine britannique qui partage le pseudonyme d'Erin Hunter avec Kate Cary, Victoria Holmes, Tui Sutherland et Inbali Iserles.

## Biographie
Cherith Baldry a grandi dans une ferme avant de faire ses études à l'Université de Manchester, puis au Collège St Anne d'Oxford. Elle a travaillé comme professeur et enseignante en Afrique et au Royaume-Uni. Elle était mariée au scientifique Peter Baldry avec qui elle a eu deux fils, Will et Adam. Elle vit actuellement à Reigate avec deux chats, Bramble et Sorrel, qui sont des personnages dans La Guerre des clans (Brambleclaw et Sorreltail : Griffe de Ronce et Poil de Châtaigne).

## Œuvres

### Séries
Eaglesmount
- The Silver Horn (2001)
- The Emerald Throne (2001)
- The Lake of Darkness (2004)

Abbey
- The Buried Cross (2004)
- The Silent Man (2004)
- The Scarlet Spring (2004)
- The Drowned Sword (2006)

Saga of the Six Worlds
- The Book and the Phoenix (1989) devenu Cradoc's Quest (1994)
- Hostage of the Sea (1990)
- The Carpenter's Apprentice (1992)
- Storm Wind (1994)

Warriors (La Guerre des clans)
- Forest of Secrets (Les Mystères de la forêt)
- A Dangerous Path (Sur le sentier de la guerre)
- The Darkest Hour (Une sombre prophétie)
- Midnight (Minuit)
- Moonrise (Clair de lune)
- Starlight (Nuit étoilée)
- Twilight (Crépuscule)
- Sunset
- Outcast
- Long Shadows
- Sunrise
- The Fourth Apprentice
- Firestar's Quest

Seekers Series
- Great Bear Lake

### Nouvelles
- Drew's Talents (1997)
- Mutiny in Space (1997)
- Exiled from Camelot (2000)
- The Reliquary Ring (2002)
- The Roses of Roazon (2004)